# Ariel Kallner

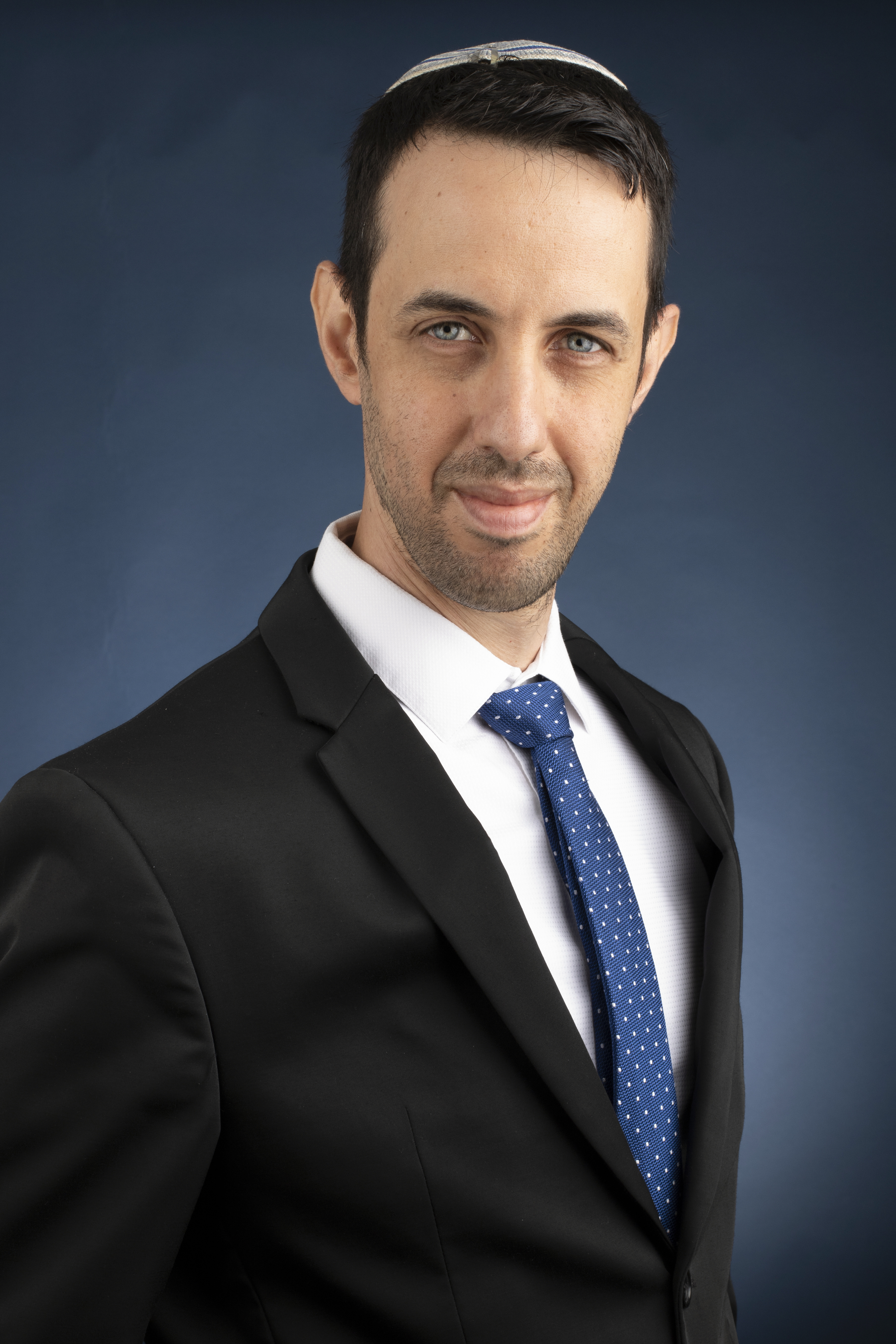
Ariel Kallner (2020)

Ariel Kallner (hebräisch אריאל קלנר, geboren am 5. Juli 1980 in Haifa) ist ein israelischer Politiker der nationalkonservativen Likud-Partei und Mitglied des israelischen Parlaments.

## Leben und politische Karriere
Kallner studierte an der Technion-Universität in Haifa, wo er einen Master of Business Administration erlangte. Noch während des Studiums initiierte er die orange campaign, eine gewaltfreie Protestbewegung gegen den sogenannten Abkoppelungsplan, den Abzug Israels aus dem Gazastreifen, der 2005 begann.
Im Jahr 2004 wurde er zum Vorsitzenden der Jugendorganisation des Likud gewählt und zog nach der Parlamentswahl im April 2019 erstmals für den Likud in die Knesset ein, verlor seinen Sitz jedoch bei den vorgezogenen Neuwahlen im Oktober 2019. Seit 2023 ist er wieder als Mitglied des Likud in der Knesset vertreten.

## Positionen
Kallner wurde im Mai 2023 in der Times of Israel als ein dem äußersten rechten Rand zugehöriges Mitglied („a hard-right member“) des Likud bezeichnet. Er hatte damals einen umstrittenen Gesetzentwurf eingebracht, der die Möglichkeiten von Nichtregierungsorganisationen, ausländische Gelder zu erhalten, stark eingeschränkt hätte.
Nach dem Terrorangriff der Hamas auf Israel am 7. Oktober 2023 mit mehr als 1.100 Toten forderte Kallner in einem X-Post die ethnische Säuberung des Gazastreifens, die er mit dem Wort „Nakba“ umschrieb, der arabischen Bezeichnung für die Vertreibung von rund 700.000 Palästinensern im Zuge des Palästinakriegs im Jahr 1948:

“Right now, one goal: Nakba! A Nakba that will overshadow the Nakba of 48. Nakba in Gaza and Nakba to anyone who dares to join! their Nakba, because like then in 1948, the alternative is clear.”

„Im Moment gibt es nur ein Ziel: Nakba! Eine Nakba, die die Nakba von [19]48 in den Schatten stellen wird. Nakba in Gaza und Nakba für jeden, der es wagt, sich anzuschließen! Ihre Nakba, denn wie damals 1948 ist die Alternative klar.“